# Herbert Uppendahl
Herbert Uppendahl (* 9. Februar 1944 in Wehrendorf; † 1989) war ein deutscher Politikwissenschaftler und Hochschullehrer.

## Leben
Herbert Uppendahl, Sohn von Minna Uppendahl, geborene Bergmeier, und des Schneiders Albrecht Uppendahl, studierte Anglistik, Geschichte und Politikwissenschaft an den Universitäten Marburg (Staatsexamen 1970) und Freiburg (1971), wo er 1975 mit einer Arbeit über den politischen Roman bei Wilhelm Hennis promoviert wurde. 1970/1971 war Uppendahl Referendar, ab 1972 Akademischer Rat und von 1975 bis 1981 Akademischer Oberrat im Fach Politikwissenschaft an der PH Westfalen-Lippe in Münster (seit 1980 Westfälische Wilhelms-Universität). 1980 wurde er an der Westfälischen Wilhelms-Universität für das Fach Politikwissenschaft habilitiert, nahm die 1981/1982 Lehrstuhlvertretung der Professur an der Universität Erlangen-Nürnberg an und wurde 1982 als Professor für Politikwissenschaft mit den Schwerpunkten Vergleichende Regierungslehre und Didaktik der politischen Bildung an die Carl von Ossietzky Universität Oldenburg berufen. Dort war er 1985 bis 1986 Dekan des Fachbereichs Sozialwissenschaften und 1986 bis 1988 Vizepräsident der Universität. Von 1988 bis 1989 lehrte er als Gastprofessor an der University of Seattle (USA). Er war evangelisch, verheiratet seit 1970 mit Maria Luise Uppendahl, geborene Bollmann, hatte zwei Kinder (Kristin und Annika) und lebte in Rastede-Loy in der Nähe von Bremen.

## Veröffentlichungen (Auswahl)
- Parlamentarismus im politischen Roman. Anthony Trollopes Analyse des britischen Regierungssystems seiner Zeit. Laumann, Dülmen 1976.
- Die Karikatur im historisch-politischen Unterricht. Ploetz, Freiburg/Würzburg 1978.
- Anatomie einer Kommunalreform. Lokale Selbstregierung in England und Wales. Anton Hain, Königstein/Ts. 1981.
- als Hrsg. mit Dietrich Thränhardt: Alternativen lokaler Demokratie. Kommunalverfassung als politisches Problem. Anton Hain, Königstein/Ts. 1981.
- als Hrsg. mit Dietrich Thränhardt: Kommunikationstechnologien und kommunale Entscheidungsprozesse. Minerva Publ., München 1982.
- als Hrsg. mit Dietrich Thränhardt: Politische Parteien in der Bundesrepublik Deutschland. Entwicklung und Kritik. Klett, Stuttgart 1982.
- als Hrsg. mit Udo Kempf: Ein deutscher Ombudsman. Der Bürgerbeauftragte von Rheinland-Pfalz und Berücksichtigung von Petitionsinstanzen in Europa und Nordamerika. VS Verlag für Sozialwissenschaften, Wiesbaden 1986.
- mit Paul Kevenhördter: Gemeindedemokratie in Gefahr? Zentralisierung und Dezentralisierung als Herausforderungen lokaler Demokratie in Japan und der Bundesrepublik Deutschland. Nomos Verlag, Baden-Baden 1987.
- Responsive Demokratie und/oder kommunaler Korporatismus in England. Bibliotheks- und Informationssystem, Oldenburg 1988.
- als Hrsg. mit Hiltrud Naßmacher: Kanada. Wirtschaft, Gesellschaft, Politik in den Provinzen. Leske+Budrich, Opladen 1998.